# Gorre
Gorre, okzitanisch Gòra, ist eine Gemeinde im Regionalen Naturpark Périgord-Limousin in Frankreich. Sie gehört zur Region Nouvelle-Aquitaine, zum Département Haute-Vienne, zum Arrondissement Rochechouart und zum Kanton Rochechouart. Die Bewohner nennen sich Gorrois.

## Geographie
Der Ort liegt am gleichnamigen Fluss Gorre.
Die Gemeinde grenzt im Nordwesten an Saint-Laurent-sur-Gorre, im Nordosten an Séreilhac, im Südosten an Pageas und im Südwesten an Champsac.

## Bevölkerungsentwicklung
| Jahr      | 1962 | 1968 | 1975 | 1982 | 1990 | 1999 | 2008 | 2013 |
| --------- | ---- | ---- | ---- | ---- | ---- | ---- | ---- | ---- |
| Einwohner | 468  | 412  | 372  | 360  | 350  | 376  | 391  | 393  |

## Sehenswürdigkeiten
- Kreuzerhöhungs-Kirche (Église de l'Exaltation-de-la-Sainte-Croix)

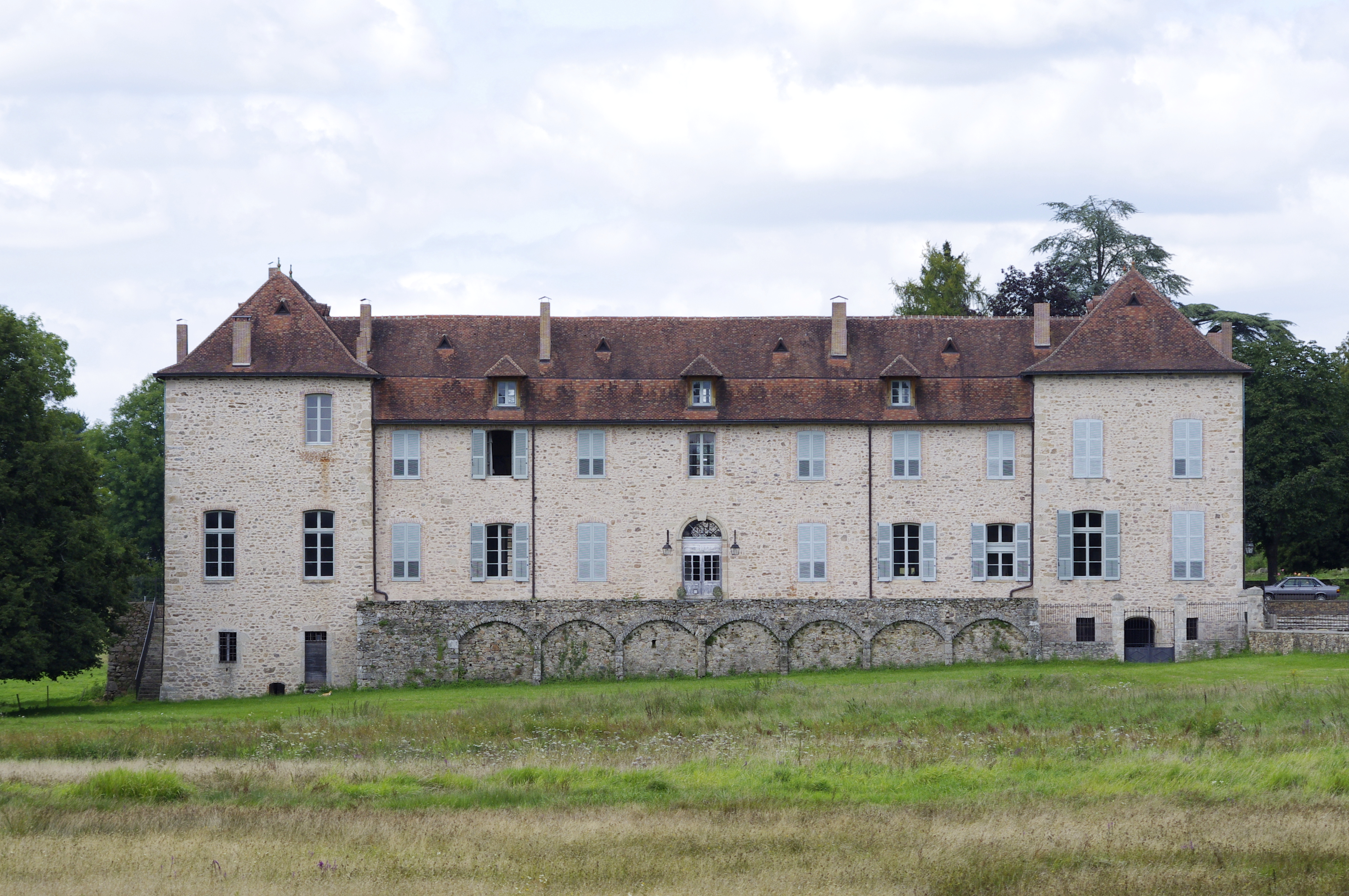
Schloss Gorre

- Schloss Gorre

## Persönlichkeiten
- Yves Lavalade (* 1939), Autor, Okzitanist und Lexikograf